# Governatori ottomani dell'Algeria
I  Governatori ottomani dell'Algeria dal 1516 al 1830 (conquista francese) furono i seguenti.

## Beylerbey (Bey dei bey)
- 1516-1518 Aruj
- 1518-1520 Khayr al-Din Barbarossa

Occupazione imperiale ad opera dell'Imperatore Carlo V
- 1525-1545 Khayr al-Din Barbarossa
  - 1535-1543 Hasan Aga (per Barbarossa)
  - 1543-1544 Beshir Pasha (per Barbarossa)
  - 1544-1546 Hasan Pasha (per Barbarossa)
- 1546-1551 Hasan Pasha
  - 1551-1552 Khalifa Saffah ("de facto")
- 1552-1556 Salah Raïs
- 1556-1557 Hasan Corso ("de facto")
- 1557 Mehmed Tekkelerli
- 1557 Yusuf ("de facto")
- 1557-1561 Hasan Pasha
- 1561-1562 Hasan Khüsro Aga ("de facto")
- 1562 Ahmad Pasha Qabia ("de facto")
- 1562-1567 Hasan Pasha
- 1567-1568 Mehmed Pasha ("de facto")
- 1568-1577 Ölj Ali Pasha
  - 1568-1570 Mehmed Pasha (per Ölj Ali Pasha)
  - 1570-1574 Arab Ahmed (per Ölj Ali Pasha)
  - 1574-1577 Qa'id Ramadan (per Ölj Ali Pasha)

## Pascià
- 1577-1580 Hasan Pasha Veneziano
- 1580-1582 Jafer Pasha
- 1582 Qa`id Ramadan
- 1582-1588 Hasan Pasha Veneziano
- 1588-1589 Deli Ahmed Pasha
- 1589-1592 Khizr (o Haydar) Pasha
- 1592-1594 Shaban Pasha
- 1594 Mustafa Pasha
- 1594-1596 Khizr Pasha
- 1596-1598 Mustafa Pasha
- 1598-1599 Hasan Pasha Bu Risa
- 1599-1603 Süleyman Pasha
- 1603-1605 Khizr Pasha
- 1605-1607 Köse Mustafa Pasha
- 1607-1610 Rizvan Pasha
- 1610-1613 Köse Mustafa Pasha
- 1613-1616 Shaykh Huseyin Pasha
- 1616 Köse Mustafa Pasha
- 1616 Süleyman Katanya
- 1617-1619 Shaykh Hüseyin Pasha
- 1619-1621 Sherif Koça
- 1621 Khizr Pasha
- 1621 Mustafa Pasha
- 1622 Khüsrev Pasha
- 1622-1626 Murad Pasha
- 1627-1629 Hüseyin Pasha
- 1629-1629/30 Yunus
- 1629/30-1634 Hüseyin Pasha
- 1634-1636 Yusuf Pasha
- 1636-1638 Abu'l-Hasan Ali Pasha
- 1638-1640 Shaykh Hüseyin Pasha
- 1640-1642 Abu Djamal Youssef Pasha
- 1642-1645 Mehmed Brusali Pasha
- 1645 Ali Biçnin (Bijnin) Pasha
- 1645-1647 Mahmud Brusali Pasha
- 1647-1650 Yusuf Pasha
- 1650-1653 Mehmed Pasha
- 1653-1655 Ahmed Pasha
- 1655-1656 Ibrahim Pasha
- 1656-1658 Ahmad Pasha
- 1658-1659 Ibrahim Pasha
- 1659 Ismail Pasha

## Aga o Agha (Governatori Militari)
- 1659-1660 Khalil Aga
- 1660-1661 Ramadan Aga
- 1661-1665 Shaban Aga
- 1665-1671 Ali Aga

## Dey
- 1671-1682 Muhammad I
- 1682-1683 Hassan I Baba
- 1683-1686 Hüseyin I "Mezzo-morte"
- 1686-1688 Ibrahim I
- 1688-1695 Sha'ban
- 1695-1698 Ahmed I
- 1698-1699 Hassan II Chavush
- 1699-ottobre 1705 Mustafa I
- ottobre 1705 - aprile 1706 Hüseyin II Khoja
- aprile 1706 - marzo 1710 Muhammad II Bektash
- marzo 1710 - 17 giugno 1710 Ibrahim II
- 17 giugno 1710 - 4 aprile 1718 Ali II Shavush
- 4 aprile 1718 - 18 maggio 1724 Muhammad III
- 18 maggio 1724 - 1731 Kurd 'Abdi
- 1731 - novembre 1745 Ibrahim III "il Vecchio"
- novembre 1745 - febbraio 1748 Kücük Ibrahim IV
- febbraio 1748 - 11 dicembre 1754 Muhammad IV "lo Storto"
- 11 dicembre 1754 - febbraio 1766 Ali III
- febbraio 1766 - 11 luglio 1791 Muhammad V
- 11 luglio 1791 - giugno 1798 Hassan III
- giugno 1798 - 1º luglio 1805 Mustafa II
- 1º luglio 1805 - 15 novembre 1808 Ahmed II
- 15 novembre 1808 - febbraio 1809 Ali IV ar-Rasul
- febbraio 1809 - marzo 1815 Ali V
- marzo 1815 - 11 aprile 1815 Muhammad VI
- 11 aprile 1815 - 2 maggio 1817 Omar
- 2 maggio 1817 - 1º marzo 1818 Ali VI Khoja
- 1º marzo 1818 - 5 luglio 1830 Hüseyin III